# 少年探偵団 (名探偵コナン)

青山剛昌ふるさと館前に設置されている少年探偵団のブロンズ像。左から、元太、歩美、コナン、光彦、灰原。

少年探偵団（しょうねんたんていだん）は、『週刊少年サンデー』で連載されている青山剛昌原作の漫画作品、およびそれを原作とするテレビアニメなどのメディアミックス『名探偵コナン』の作品に登場する、子供だけで構成された架空の探偵団である。

## 概要
少年探偵団のメンバーは、江戸川コナン、灰原哀、吉田歩美、小嶋元太、円谷光彦の5人で構成されており、いずれも帝丹小学校1年B組に所属している。1年B組担任の小林先生は、探偵団の顧問を自称している。
メンバー間の仲は非常に良好で、平時からよく集まって遊んでいる。キャンプなどで遠出する際には阿笠博士が主に引率役を務めるが、毛利蘭や毛利小五郎も博士が同行できない時に引率を担ったり、博士の引率時に同行したりすることがある。
事件に遭遇した際は基本的にコナンが指揮を執り、コナンの不在時には灰原が代わりのリーダーとなる。2人は探偵団の中で保護者のような立ち位置にあり、元太たちが危険を冒した際には強い口調で説教することも少なくない。
歩美・元太・光彦の3人は、灰原を潜り込ませるために考えられたキャラクターである。この3人は、好奇心旺盛で英雄願望が強いため、興味本位で事件に首を突っ込んで危機に見舞われることも少なくない。暗号や不審者を見るとすぐに「宝」や「事件」を連想し、捜査に乗り出した結果、犯人に捕まって命の危機に遭ったり、周囲に迷惑をかけたりすることがあり、身内や目上の人から厳しく叱責されることもある。初期はコナンの指示に反して勝手な行動をとることも多かったが、現在は数々の事件を経て場慣れした事やコナン不在時に司令塔を代行する灰原がお目付役を兼ねている事もあって以前ほど無茶な行動はしなくなり、事件遭遇時や死体発見時も的確な対応ができるようになった。ただし、コナンと灰原を除く3人は本当の小学1年生の為、この段階で事件に慣れすぎているのもどうかと思われたのか、アニメ版（アニオリ）では灰原や阿笠が登場しない場合は殺人事件を扱わない事が増えている。
アニメとは異なり、原作初期では少年探偵団は結成されておらず、歩美・元太・光彦の3人もコナンと仲の良い同級生でしかなかったため、同伴する保護者は蘭であった。探偵団が結成されて阿笠博士がバッジ等の発明品を作るようになって以降、阿笠との交流が増えていった。
由来は、シャーロック・ホームズが組織したベイカー・ストリート・イレギュラーズと、江戸川乱歩『少年探偵団シリーズ』の少年探偵団。

## メンバー
江戸川コナンと灰原哀の2人については、各リンク先の個別記事を参照。
江戸川 コナン（えどがわ コナン）
声 - 高山みなみ
探偵団の実質的リーダー。転入時に半ば強制的に入団させられた。
灰原 哀（はいばら あい）
声 - 林原めぐみ
探偵団の副団長的存在。コナンと同じく明確な入団の意思を示していなかったが、転校後すぐに歩美たちに入団させられた。コナン不在時のリーダーでもある。
吉田 歩美（よしだ あゆみ）
声 - 岩居由希子
コナンを少年探偵団に誘った張本人であり、灰原が入団するまでは探偵団の紅一点だった。探偵団のムードメーカー的存在でもある。一人称は「歩美」がほとんどだが、「わたし」を使うこともある。好物はハムサンドとタマゴサンド。体重は15キログラム。
周囲からの呼称は、コナンからは「歩美ちゃん」または「歩美」（緊急時）、元太からは「歩美」、灰原からは「吉田さん」、阿笠博士からは「歩美ちゃん」または「歩美君」、目暮警部からは「歩美君」、光彦・蘭・安室透・目暮以外の警察関係者からは「歩美ちゃん」。
おかっぱ頭にカチューシャを着けた好奇心旺盛な少女で、推理よりも暗号解読の方が好み。アニメでの瞳の色は緑。
心優しく、誰に対しても素直な性格。少し天然気味なところもある。年齢以上にお洒落に興味を持っている。動物好きであり、動物に対して「〇〇（動物の名称）さん」とさん付けで呼ぶことが多い。時には犯人や被害者の感情に対し、一言つぶやいたり物申したりすることもある。作中では複数回誘拐されている。
連載初期から、元太・光彦の両名から好意を寄せられている一方、歩美は「私たちは結ばれる運命」などと発言するほどコナンに好意を寄せており、小学生とは思えない積極的な言動で恋心をアピールする。しかし、コナンには好きな人物が他にいるのではと考えたり、灰原が恋のライバルなのではないかと思い悩むこともある。灰原のイタズラでコナンの尻が腫れ上がった際には、頬を赤らめながらも覗き見ていた。
頭脳は平均的な小学1年生レベルだが、恋愛に関する知識は年齢の割に豊富であり、「安産型」や「A（キスを表す隠語）」などを理解している。他人の感情や想いに対しては年齢以上に敏感である。
灰原のことは当初一歩引いて「灰原さん」と呼んでいたが、ある事件をきっかけに親しみを込めて「哀ちゃん」と呼ぶようになり、ますます打ち解けるようになった。
住居は高層マンションの28階。母親（声 - 佐藤しのぶ）は複数回登場しているが顔が描かれておらず、反対に父親は一度だけ全身が描かれたのみである。両親ともに職業は不明。
10年後には、可愛らしい容姿の美少女へと成長することが予測されている。
小嶋 元太（こじま げんた）
声 - 高木渉
探偵団の切り込み隊長的存在で団長を自称しているが、他のメンバーはまったく承認しておらず、実質的なリーダーはコナンである。初期はコナンを「子分」とも呼ぶこともあった。一人称は「オレ」。
周囲からの呼称は、コナン・小五郎からは「元太」、灰原からは「小嶋君」、歩美・光彦・蘭・阿笠博士・警察関係者からは「元太君」。
かなりの肥満体型であり、体重は40キログラム。歩美には「それ以上太るとブタさんに笑われちゃうよー」とからかわれている。頭がおにぎりのような形をしている。髪は坊主頭で、左側頭部に10円ハゲがある。四白眼で、初期は瞳が点で描かれることが多かったが、後にハイライトが入るようになった。身長は探偵団の中では最も高い。
活動的な割に運動はあまり得意ではなく、少し走っただけで息切れしている場面が多々見られる。水泳も苦手で、7メートルほどしか泳げない。その一方で探偵団随一の力持ちであり、死のうとした灰原を片手で持ち上げ、そのまま走って連れ戻したことがある。
うな重が大好物。人一倍食欲が旺盛で、キャンプへの道中で光彦たちの分のお菓子まで平らげたり、回転寿司店で殺人事件に遭遇した直後にレーンに残っていた寿司に手をつけようとしたりと、節操のない行動をとることが多い。 灰原から甲殻類アレルギーの疑いがあるとの指摘をされている。
「玉子焼き」を「おうじやき」と読んでしまうなど勉強は不得意で、探偵団内では最も知識に乏しいが、核心を突く大人顔負けの鋭いツッコミを入れることもある。
性格は直情的かつ短気で、思っていることがすぐに顔や言葉に出てしまう。光彦とは正反対に口調は荒く、相手が大人であっても滅多に敬語を使わず、呼び捨てにしたり「お前」呼ばわりしたりすることもある。怒って光彦の胸倉を掴むこともあるが、典型的なガキ大将とは違ってそれほど暴力的ではない。殺人や監禁などの重大事件に出くわしたときでも、金や食べ物が絡むとつい短絡的な行動をとってしまい、結果的に自身や探偵団を窮地に陥れることが多い。さらに、他者に迷惑を掛けた際、自分が悪かったと痛感した時は素直に反省して詫びることがあるが、自覚しない傾向の方が強い。頭脳面ではコナンと灰原に全く敵わないため基本的に彼らに従うが、いざとなれば危険な事態にも立ち向かう勇気を持ち合わせている。
好意を寄せる歩美には優しく、いいところを見せようとする場面も多い。一方、灰原に対しては見惚れることこそあるものの、きつい性格に苦手意識を持っているためか、恋愛面での関心は見られない。
家は父・元次が経営する酒屋。本人曰く、岐阜県に伯父がいるとのこと。
円谷 光彦（つぶらや みつひこ）
声 - 大谷育江、折笠愛（代役）
両親とも教師。中学生の姉・円谷朝美がいる。一人称は「僕」。
周囲からの呼称は、コナン・元太からは「光彦」、歩美・蘭・阿笠博士・警察関係者からは「光彦君」、灰原からは「円谷君」。
親が教師であり言葉遣いや礼儀作法に対して厳しいため、同級生に対しても常に敬語を使う。そのため、マナーをあまり守らない元太に対して注意をすることがよくある。顔にそばかすがあり、髪型は真ん中で分けているのが特徴。元太同様に四白眼で、最初期は瞳がほぼ点のように描かれていたが、物語が進むにつれて大きく描かれるようになり、ハイライトが入ることも多くなった。ヨーグルトが好きでにんじんが嫌い。体重は20キログラム。コナンや灰原と比べて身長が高いが元太よりは低い。
実年齢が10〜12歳離れているコナンや灰原には劣るものの、小学1年生とは思えないほど豊富かつ横断的な知識を持っており、彼ら2人を除けば探偵団内で最も博識なメンバーである。普段はコナンや灰原の陰に隠れがちだが、彼らの不在時には歩美や元太と協力して推理を組み立て、中心となって事件を解決に導く。劇場版やアニメオリジナルストーリーでは探偵団に対する解説役を担うことも多く、歴史的事項や、建造物に関する経済情報などを説明している。さらに中学受験レベルの数学を用いてアトラクションの待ち時間を計算したり（一種のフェルミ推定）、冷静な判断力や記憶力を見せたりすることもある。性格や知識量は大人びているが、仮面ヤイバーや「お宝」に目を輝かせるなど、年相応のあどけなさを見せることも多い。
ここぞという時の行動力は高く、コナンの追跡メガネを使用して単独でコナン、阿笠、元太を救出したほか、歩美と灰原のために群馬県の森林まで一人で蛍を探しに向かったことがある。
以前は一途に歩美のことが好きだったが、途中から転入生として現れた灰原にも心惹かれるようになる。灰原登場後も歩美に好意を寄せる描写は続くものの、恋愛描写は灰原に関するものが多くなっている。
名前の由来は、姉弟共に浅見光彦。

## 補足
- 歩美・元太・光彦の3人はアニメ版では第1話から登場しており[注 29]、劇場版でも全作品に登場する。3人揃って登場するのがほとんどだが、歩美のみ単独で登場したことが一度だけある[42]。
- 警視庁の人々との交流も多く、特に高木渉や佐藤美和子とは会う機会が多い。一方で服部平次[注 30]や怪盗キッドと関わる機会は少ないが、劇場版・OVAでは原作・アニメに先行して彼らと会っている。
- 歩美・元太・光彦は黒ずくめの組織の存在を全く認識していないが、組織が起こした事件に巻き込まれたことはある。また、沖矢昴（赤井秀一/ライ）、安室透（降谷零/バーボン）、沼淵己一郎、原佳明[22]といった灰原以外の組織の関係者（脱退者・潜入捜査官を含む）とも面識があり、記憶喪失になっていたキュラソー[36]と交流したこともある。
- 歩美・元太・光彦と似ている人物として、特別編第32巻「杉の精にさらわれた少年」に種ヶ島 夏美（たねがしま なつみ）・大神 甘太（おおかみ かんた）・牡鹿 国彦（おが くにひこ）が、OVA『コナンと平次と消えた少年』に声や容姿がよく似た江坂 繭美（えさか まゆみ）・大沢 健太（おおさわ けんた）・八木 幹彦（やぎ みきひこ）がそれぞれ登場している。後者の声優は岩井・大谷・高木が兼任で担当。また特別編29巻「少女探偵団!?」に桐野 あきみ（きりの -）・松下 えみ（まつした -）・武下 ひとみ（たけした -）という三人の少女たちが登場している。
- 2019年に竣工した読売テレビの新社屋の正面玄関前には、少年探偵団5人の銅像が建てられている[44]。